# Gümüş
Gümüş är en turkisk såpopera i regi av Kemal Uzun. Serien, inspelad i Istanbul, hade premiär i den turkiska Kanal D den 20 januari 2005 och visades fram till 2007.
I arabisk översättning sänds serien på tv-kanalen MBC4 under namnet Nour.
Gümüs betyder silver.

## Rollista
- Songül Öden (Gümüs, Nour)
- Kıvanç Tatlıtuğ (Mehmet , Muhanned)
- Güngör Bayrak (Sherif , Sherifa)
- Ekrem Bora (Mehmet Fikri, Fikri Beek)
- Sevinc Gürsen Akyildiz (Bahar, Banah)
- Ayça Varlier (Pinar, Dana)
- Serdar Orcin (Onur, Enwar)
- Kamil Güler (Göhkan , Kamil)
- Hilal Uysun (Nihan, Nihal)